# 자이젤
자이젤(Zyxel) 또는 자이젤 커뮤니케이션스(Zyxel Communications Corporation, /ˈzaaimpsɛl/ ZY-sel, 중국어: 合勤科技; 병음: Héqín Kējì)은 자이젤 그룹(Zyxel Group Corporation)의 자회사이며 신주과학공원에 본사를 둔 대만의 다국적 광대역 제공업체이다. 이 회사는 추순이가 1989년에 설립했으며, 3개의 연구소, 4개의 지역 본부, 35개의 지사를 보유하고 있다.
이 회사는 모바일 및 유선 광대역 액세스 제품 포트폴리오를 보유하고 있다. 2020년 자이젤 커뮤니케이션스는 와이파이 6 및 5G 제품을 출시했다.

## 같이 보기
- 대만의 기업 목록